# Dipartimento dei parchi nazionali e della conservazione della fauna selvatica del Nepal
Il dipartimento dei parchi nazionali e della conservazione della fauna selvatica del Nepal (in nepalese राष्ट्रिय निकुञ्ज तथा वन्यजन्तु संरक्षण विभाग) è un'agenzia governativa del Nepal e uno dei cinque dipartimenti del ministero delle foreste e della conservazione del suolo.
È assegnato con le responsabilità di conservare la biodiversità della flora e della fauna selvatica della nazione; inoltre è responsabile della gestione delle aree naturali protette del Nepal, compresi i parchi nazionali e le aree di conservazione. Il dipartimento fa anche parte del gruppo REDD+.

## Compiti
Oltre a conservare la flora e la fauna del Nepal e a gestire i parchi nazionali, il dipartimento dei parchi nazionali e della conservazione della fauna selvatica sostiene anche le persone che vivono all'interno dei confini di questi parchi e delle loro zone cuscinetto ed è attivo nel promuovere l'ecoturismo; esegue indagini, compresi i censimenti annuali delle specie in pericolo di estinzione, come la tigre del Bengala.
Il dipartimento genera entrate dalle riprese cinematografiche nei parchi nazionali e nelle aree di conservazione.

## Galleria d'immagini

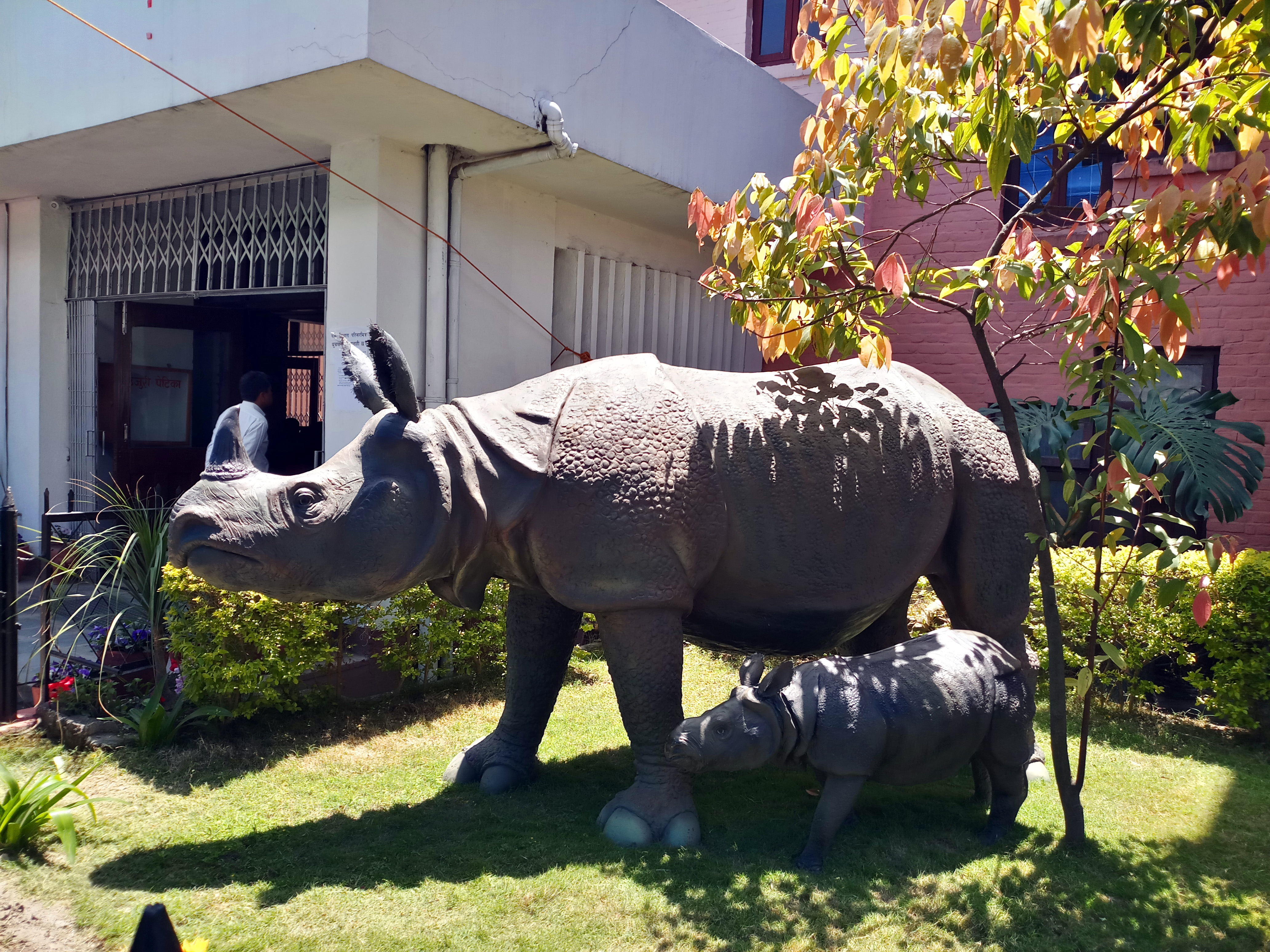
Statua all'ingresso del dipartimento
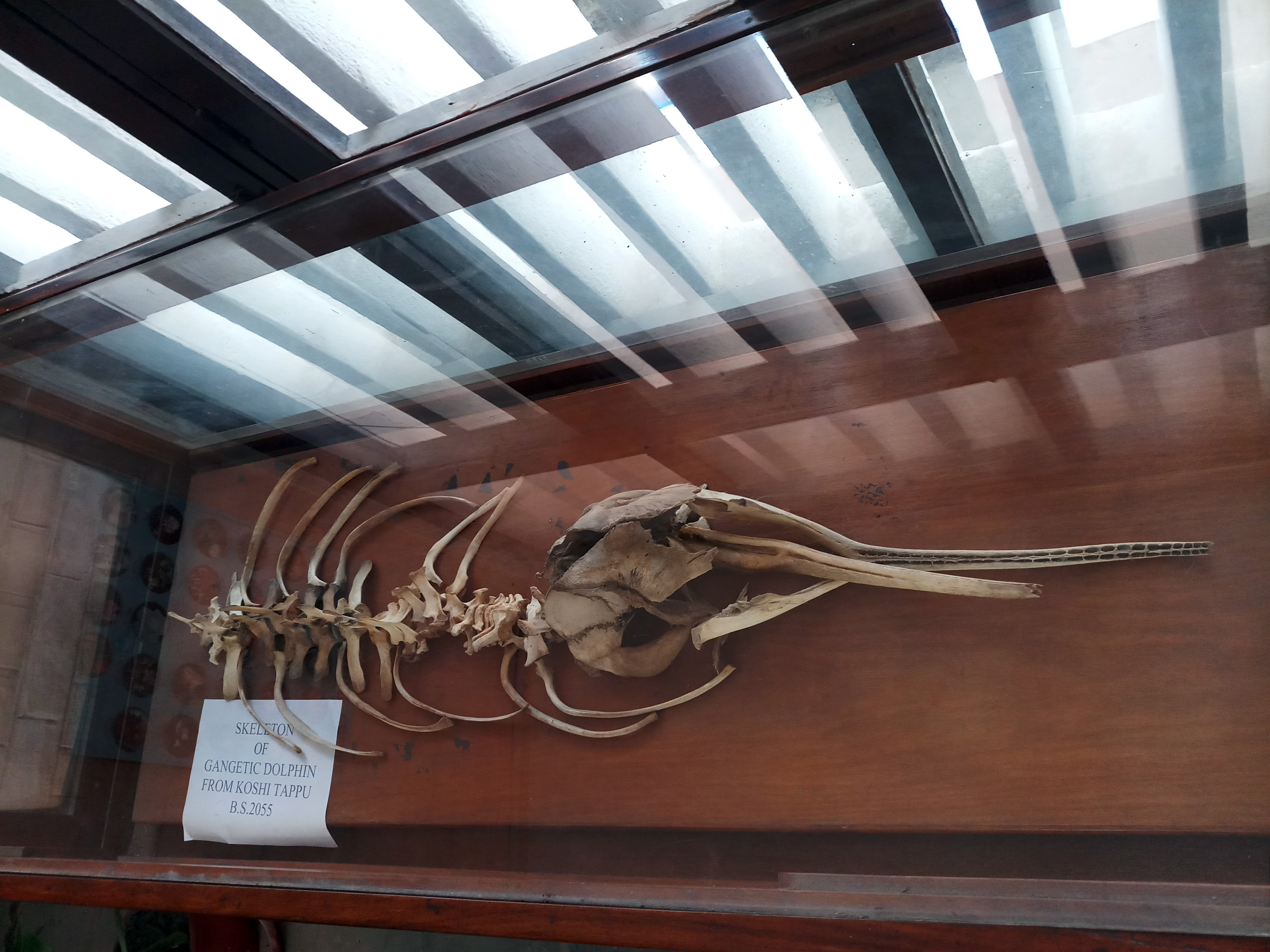
Scheletro di un delfino gangetico